# Helena Carreiras
María Helena Chaves Carreiras (Portalegre, 26 de septiembre de 1965) es una socióloga, docente y política portuguesa especializada en temas relacionados con las fuerzas armadas, particularmente en aspectos de género. Desde 2019 fue directora del Instituto de Defensa Nacional de Portugal (IDN), y en marzo de 2022 se convirtió en la primera mujer en la historia en ser ministra de defensa de Portugal, sucediendo a João Gomes Cravinho.

## Vida personal y formación
María Helena Chaves Carreiras nació el 26 de septiembre de 1965 en Portalegre. Vivió con sus padres y sus dos hermanas en una pequeña villa llamada Alpalhão, cerca de Portalegre, donde sus padres eran maestros de primaria. Luego de cumplir siete años su familia se mudó a Tomar en el Distrito de Santarém. 
Se recibió en sociología en 1987 del ISCTE - Instituto Universitario de Lisboa en Lisboa. A pesar de su subsecuente interés en asuntos militares, ella se definía como pacifista mientras estaba en la universidad. En 1989 se unió al ISCTE como asistente de capacitación, enseñando metodologías sociológicas. Ese mismo año pasó un mes en los Estados Unidos como invitada del Atlantic Council. En 1994 obtuvo una maestría del ISCTE, con su tesis, Mujeres-Soldados o Soldados-Mujeres: Un estudio en la participación femenina en las Fuerzas Armadas Portuguesas. En 1999, se desempeñó como profesor visitante en el Departamento de Estudios de las Mujeres en la Universidad de California en Berkeley. 
Hizo su doctorado en Ciencias Políticas y Sociales en el Instituto Universitario Europeo, en Fiesole cerca de Florencia en Italia. Durante su estadía allí, conoció a su pareja y posterior esposo, el politólogo argentino Andrés Malamud, quien luego sería profesor de la Universidad de Lisboa. La pareja tiene dos hijos, una niña y un niño. Carreiras recibió su Doctorado en 2004 con una tesis sobre políticas de integración de género en las fuerzas armadas de los países de la OTAN.

## Carrera académica
Después de obtener su doctorado, Carreiras regreso para trabajar en el ISCTE, transformándose en profesora asociada de sociología, políticas públicas y metodología de investigación en la Escuela de Sociología y Políticas Públicas e investigadora principal en el Centro de Investigación y Estudios en Sociología (CIES).
En 1997, se convirtió en miembro del consejo editorial de las publicaciones Nação e Defesa and Sociologia – Problems e Práticas. De 2004 a 2006, Carreiras sirvió como vicepresidente de la Asociación Portuguesa de Sociología. Luego, fue miembro del consejo de la Asociación Europea de Sociología entre 2009 y 2013. De 2010 a 2012, fue directora adjunta del Instituto de Defensa Nacional (IDN), organización independiente del Ministerio de Defensa Nacional, que provee soporte académico a la formulación y desarrollo del pensamiento estratégico nacional en áreas relacionadas con la seguridad y defensa.
Regresando al ISCTE luego de su paso por el IDN, Carreiras fue profesora visitante en el Departamento de Gobierno de la Universidad de Georgetown en Washington D. C. en 2013. Para 2015 se transformó en directora adjunta del CIES, y en 2016 se convirtió en decana de la Escuela de Sociología en el ISCTE. Entre 2017 y 2019 fue presidenta del Grupo Europeo de Investigación sobre el Ejército y la Sociedad (ERGOMAS). Desde 2018 a 2019 fue directora adjunta del Instituto para las Políticas Públicas y Sociales en el ISCTE y estuvo en el consejo general del ISCTE. En 2019 se convirtió en la primera mujer al mando del Instituto de.Defensa Nacional.

## Ministerio de Defensa, 2022–2024
El 30 de marzo de 2022 Carreiras fue designada como Ministra de Defensa Nacional durante el tercer gobierno constitucional del Primer Ministro Antonio Costa. Se trató de la primera vez que una mujer desempeñaba esa tarea. Durante su gestión, Portugal elevó el apoyo a Ucrania en su lucha contra la ocupación rusa, culminando en la donación de tres tanques Leopard 2 A6. Visitó Kiev en el primer aniversario de la invasión, el 24 de febrero de 2023, para participar en el homenaje a los caídos. Terminó su mandato el 2 de abril de 2024, junto con los demás funcionarios del gabinete.

## Intereses de investigación y publicaciones
Carreiras ha investigado sobre tópicos relacionados con el género y la sociedad, las fuerzas armadas, seguridad y defensa, y metodología de investigación cualitativa. La mayoría de su trabajo se ha concentrado en integración de género en las instituciones militares y aspectos de género de la seguridad internacional. Hasta principios de 2022 ha sido autora de 14 libros, 48 capítulos de libros y 27 artículos periodísticos. Estos incluyen:
- Understanding the Impact of Social Research on the Military. 2022. (edited, with Eyal Ben-Ari and Celso Castro), Routledge.
- Researching the Military. 2016. (edited, with Celso Castro and Sabina Frederic), Routledge.
- Qualitative Methods in Military Studies. 2013. (edited, with Celso Castro), Routledge.
- Women in the Military and in Armed Conflict. 2008. (edited, with Gerhard Kümmel), Springer.
- Gender and the Military. Women in the Armed Forces of Western Democracies. 2006. Routledge.